# Apherusa glacialis
Apherusa glacialis är en kräftdjursart som först beskrevs av Hansen 1887.  Apherusa glacialis ingår i släktet Apherusa och familjen Calliopiidae. Inga underarter finns listade i Catalogue of Life.